# Josip Didek
Josip (Jože) Didek, slovenski gradbeni inženir in projektant, * 16. marec 1917, Podbočje, † 20. januar 1989, Ljubljana.

## Delo
Diplomiral je leta 1941 na ljubljanski Tehniški fakulteti. Po končani vojni je vodil obnovo Kozjanskega, nato je bil v letih 1946−1948 projektni oddelek celjskega gradbenega podjetja Beton; odtlej pa je bil vodilni projektant pri Slovenija projektu v Ljubljani. Didek je bil začetnik industrijskega urbanizma in tipičen predstavnik inženirskega gradbeništva na Slovenskem. Uporabo ekonomičnih montažnih sistemov je uskladil s tehnologijo in vpeljal izvirne gradbene rešitve. Od 1948-1987 je izdelal zazidalne načrte in projekte za več kot 100 industrijskih kompleksov. Med njegovimi najpomembnejšimi deli v domovini so: Jugoslovanski kombinat gume (Borovo), Industrija motornih vozil (Novo mesto) industrijski kompleks podjetja Iskra v Stegnah (Ljubljana), Tovarni glinice in aluminija Boris Kidrič (Kidričevo), Letališče Ljubljana, v tujini pa: tovarna Siegen (ZRN), skladišče kave na Dunaju in tovarna brezšivnih cevi Riesi (NDR).